# Jagged Alliance 2
Jagged Alliance 2 là một game nhập vai chiến thuật cho PC, phát hành vào năm 1999 cho Windows, và sau đó được Tribsoft chuyển sang Linux. Game này là trò chơi thứ ba trong series game Jagged Alliance, và tiếp theo là bản mở rộng Unfinished Business trong năm 2000. Hai phiên bản thương mại của các bản mod Wildfire (2004) cũng được bán như là bản mở rộng chính thức của game này. Jagged Alliance 2 và bản mở rộng Unfinished Business được phát hành chung trong Jagged Alliance 2 Gold Pack, phát hành vào ngày 6 tháng 8 năm 2002.